# Chardinia
Chardinia é um género botânico pertencente à família Asteraceae.